# Fors (Szwecja)
Fors – miejscowość (tätort) w Szwecji, w regionie administracyjnym (län) Dalarna, w gminie Avesta.
Według danych Szwedzkiego Urzędu Statystycznego liczba ludności wyniosła: 772 (31 grudnia 2015), 778 (31 grudnia 2018) i 763 (31 grudnia 2019).